# 積分曲線

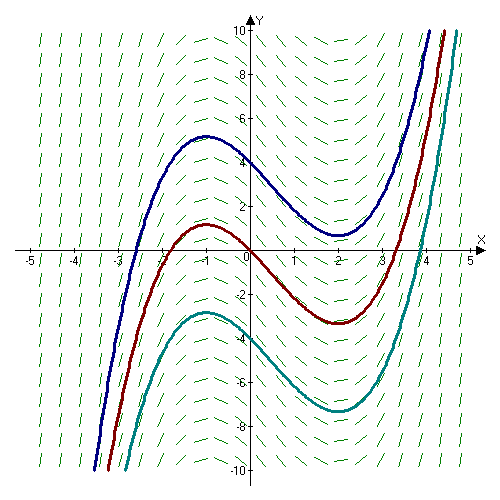
微分方程式 dy/dx = x2 − x − 2 に対応する slope field に対する3つの積分曲線．

数学において，積分曲線（せきぶんきょくせん，英: integral curve）は常微分方程式あるいは方程式系の特定の解を表すパラメトリック曲線である．微分方程式がベクトル場あるいは slope field として表されているとき，対応する積分曲線は各点で場に接する．
積分曲線は，微分方程式やベクトル場の性質や解釈に応じて，様々な他の名前で呼ばれる．物理学では，電場や磁場に対する積分曲線は field line と呼ばれ，流体の速度場に対する積分曲線は流線と呼ばれる．力学系では，系を記述する微分方程式の積分曲線は軌道と呼ばれる．

## 定義
F をベクトル場とする，つまり，デカルト座標のベクトル値関数 (F1, F2, ..., Fn) とする．x(t) をデカルト座標 (x1(t), x2(t), ..., xn(t)) のパラメトリック曲線とする．このとき x(t) が F の積分曲線 (integral curve) であるとは，それが次の常微分方程式の自励系の解であることをいう：
{\displaystyle {\begin{aligned}{\frac {dx_{1}}{dt}}&=F_{1}(x_{1},\ldots ,x_{n})\\&\vdots \\{\frac {dx_{n}}{dt}}&=F_{n}(x_{1},\ldots ,x_{n}).\end{aligned}}}
そのような系は1つのベクトルの方程式として書ける：
{\displaystyle \mathbf {x} '(t)=\mathbf {F} (\mathbf {x} (t)).\!\,}
この方程式は曲線に沿った任意の点 x(t) において曲線に接するベクトルはちょうどベクトル F(x(t)) であり，したがって曲線 x(t) はベクトル場 F に各点で接するということを言っている．
与えられたベクトル場がリプシッツ連続ならば，ピカール・リンデレフの定理により，小さい時間に対して一意的なフローが存在する．

## 可微分多様体への一般化

### 定義
M を Cr 級，r ≥ 2 のバナッハ多様体とする．通常通り，TM で M の接束を表す．自然な射影を πM: TM → M は
{\displaystyle \pi _{M}:(x,v)\mapsto x}
で与えられる．M 上のベクトル場は接束 TM の切断，すなわち，多様体 M の各点にその点での M の接ベクトルを割り当てる写像である．X を Cr−1 級の M 上のベクトル場とし，p ∈ M とする．時間 t0 で p を通る X の積分曲線とは，次のような Cr−1 級曲線 α: J → M である：t0 を含む実数直線 R の開区間 J 上で定義されていて，
{\displaystyle \alpha (t_{0})=p;\,}
{\displaystyle \alpha '(t)=X(\alpha (t)){\text{ for all }}t\in J}
を満たす．

### 常微分方程式との関係
時間 t0 で p を通るベクトル場 X の積分曲線 α の上記の定義は，α が次の常微分方程式の初期値問題の局所的な解であるということと同じである：
{\displaystyle \alpha (t_{0})=p;\,}
{\displaystyle \alpha '(t)=X(\alpha (t)).\,}
それは J 内の時間に対してのみ定義されていて，すべての t ≥ t0（もちろん t ≤ t0 も）に対して定義されている必要はないという意味で局所的である．したがって，積分曲線の存在と一意性を証明する問題は常微分方程式・初期値問題の解を見つけそれが一意であることを示す問題と同じである．

### 時間微分についての注意
上で α′(t) は時刻 t での α の微分，時刻 t で「α が指している方向」を表す．より抽象的な視点からは，これはフレシェ微分である：
{\displaystyle (\mathrm {d} _{t}f)(+1)\in \mathrm {T} _{\alpha (t)}M.}
M が Rn の開部分集合という特別な場合には，これはよく知っている微分
{\displaystyle \left({\frac {\mathrm {d} \alpha _{1}}{\mathrm {d} t}},\dots ,{\frac {\mathrm {d} \alpha _{n}}{\mathrm {d} t}}\right)}
である，ただし α1, ..., αn は通常の座標方向についての α の座標である．
同じことは誘導写像のことばでさらに抽象的に述べることができる．J の接束 TJ は自明束 J × R であり，すべての t ∈ J に対して ι(t) = 1（より正確には ι((t, 1)) = 1）なるこの束の自然な切断 ι が存在する．曲線 α は次の図式が可換になるような束写像 α∗: TJ → TM を誘導する：
このとき時間微分 α′ は合成 α′ = α∗ ∘ ι であり，α′(t) は点 t ∈ J におけるその値である．